# جون هيو
جون هيو (بالإنجليزية: John Vaughan)‏ (26 يونيو 1964 في المملكة المتحدة - ) هو لاعب كرة قدم بريطاني في مركز حراسة المرمى. لعب مع بريستون نورث إيند وتشارلتون أثلتيك وكامبريدج يونايتد وكولتشستر يونايتد ونادي بريستول روفيرز ونادي بريستول سيتي ونادي تشيسترفيلد ونادي ريكسهام ونادي فولهام ووست هام يونايتد ولينكولن سيتي أف سي.

## وصلات خارجية
- جون هيو على موقع قاعدة بيانات كرة القدم.إي يو (الإنجليزية)